# Český lukostřelecký svaz
Český lukostřelecký svaz (ČLS) je zapsaný spolek, zastřešující lukostřelecké kluby v České republice.

## Historie
Český lukostřelecký svaz vznikl v roce 1933.

## Současnost
K říjnu 2022 má Český lukostřelecký svaz přibližně 2450 členů a sdružuje 65 klubů. V čele ČLS stojí předsednictvo. Součástí ČLS je i 13 odborných komisí.

## Odborné komise
| Odborná komise                    | Předseda odborné komise |
| --------------------------------- | ----------------------- |
| Sportovně-technická komise        | Martin Zahradník        |
| Trenérsko-metodická komise        | Michal Bidlo            |
| Komise reprezentace               | Hana Majarová           |
| Komise mládeže                    | Hana Majarová           |
| Komise mediální                   | David Špinar            |
| Komise rozhodčích                 | Kateřina Končalová      |
| Komise pro rozvoj kladkových luků | Vladimír Brada          |
| Komise para lukostřelby           | David Šnajdr            |
| Komise akademické lukostřelby     | Hana Majarová           |
| Komise lukostřeleckého biatlonu   | Jaroslav Kratochvíl     |
| Komise 3D lukostřelby             | Petr Madurkay           |
| Komise legislativní               | Ladislav Žák            |
| Komise lékařská                   | Pavel Vlček             |